# June Night
June Night (Just Give Me a June Night, the Moonlight and You) ist ein Popsong, den Abel Baer (Musik) und Cliff Friend (Text) verfassten und 1924 veröffentlichten.

## Bedeutung
Der Song June Night von Abel Baer (1893–1976) und Cliff Friend (1893–1974) war 1924 ein Erfolgstitel für Ted Lewis (Columbia 157-D; #2); auch Fred Waring and His Pennsylvanians (Victor 19380) kamen mit ihrer Version des Songs auf #7 der US-Charts. Stellvertretend für das Jahr 1924 nahm die Musikzeitschrift Variety June Night in ihre Liste Hit Parade of a Half Century auf. In späteren Jahren hatte Jimmy Dorsey (auf Fraternity Records) mit dem Song Erfolg, als er im August 1957 #21 der Billboard Hot 100 erreichte.

## Erste Aufnahmen und spätere Coverversionen
Zu den weiteren Musikern neben Ted Lewis, die den Song ab Mai 1924 coverten, gehörten  Vincent Lopez (Okeh), Cliff Edwards (Pathé Actuelle 032074), Sam Lanin's Arcadians (Perfect 14295) und Bennie Krueger's Orchestra (Brunswick 2642-B), in London Hal Kemps Carolina Club Orchestra (Columbia) und in Berlin Eric Borchard (Grammophon) und Arpad Varosz (Homokord). Der Diskograf Tom Lord listet im Bereich des Jazz insgesamt 134 (Stand 2016) Coverversionen, u. a. ab 1937 von Claude Hopkins, Svend Asmussen, Will Bradley, Rusty Dedrick, George Wettling, Wynton Kelly, Jimmy Rushing und Bill Henderson mit dem Count Basie Orchestra, Bob Wilber, Alex Welsh, Jonah Jones, Damita Jo, Buddy Tate, Bob Haggart, Jaki Byard, Kid Thomas Valentine und die Maryland Jazz Band of Cologne. Verwendung fand der Song in dem Filmmusical Somebody Loves Me (1952, Regie Irving Brecher). Auch Popsänger und -bands wie Ray Conniff, Betty Everett, Gloria Lynne, The McGuire Sisters, Jack Cookerly und The Bell Sisters nahmen den Song auf.